# Muhammad ibn Mahmud
Abu Ahmad Muhammad ibn Mahmud (Abu Àhmad Muhàmmad Djalal al-Dawla wa-Djamal al-milla ibn Mahmud ibn Sebuktegin) (997-1040) fou sobirà gaznèvida, fill de Mahmud de Ghazna.
Es va casar amb una filla del karakhànida Kadir Khan Yusuf de Khotan i Kashgària, i una del darrer príncep farigúnida de Guzgan Abu Nasr Muhammad. A la mort d'aquest darrer Mahmud de Gazni va nomenar Muhammad com a governador de Guzgan. El 1018, mentre Mahmud feia campanya a Kanauj a l'Índia, va decidir repartir l'imperi entre els seus dos fills Muhammad i Masud, però aquest darrer només va rebre els territoris recent conquerits a Pèrsia occidental i central tot i que era considerat l'hereu.

## Primer regnat
No era el successor designat, que havia de ser el seu germà Masud I ibn Mahmud, però poc abans de morir, el 1030, el seu pare Mahmud va canviar de parer i el va designar hereu, tot i que amb relació a Masud tenia molt poca experiència. Al morir Mahmud (abril de 1030) el hadjub (primer ministre) Ali Karib ibn Il-Arslan va proclamar a Muhammad a Gazni però Masud I, governador d'Esfahan i Rayy, comandant de l'exèrcit, tenia el suport dels militars i el va enderrocar ràpidament. Masud va avançar cap a Gazni amb les tropes i va prendre el poder l'estiu del 1030. Muhammad fou empresonat a Mandish al país de Ghur (octubre de 1030). Les fonts diuen que fou cegat però aquesta circumstància ha estat posada en qüestió.

## Segon regnat
Després de la derrota davant Toghrul Beg a l'estepa de Dandankan o Dandanakan el 23 de maig de 1040, Masud I es va espantar, i va suposar que els seljúcides podien anar cap a Gazni; amb les seves tropes es va dirigir llavors en direcció a l'Índia, per posar el tresor a la fortalesa de Marikala, però després de travessar el riu Indus els seus soldats es van amotinar i els caps militars van proclamar al seu germà (cegat?) Muhammad ibn Mahmud (desembre de 1040). El seu fill Ahmad ibn Muhammad va fer assassinat a Masud I a la presó de Gifr el gener del 1041. El seu regnat es va acabar quan el seu nebot Mawdud ibn Masud (que mentre s'havia proclamat a Gazni amb el suport de l'exèrcit que lluitava contra els seljúcides) el va derrotar en la batalla de Nangarhar, prop de Jalalabad (Nangarhar), el març del 1041, i el va fer matar junt amb Ahmad i altres fills i emirs.